# Stanford US–Russia Forum
Стэнфордский российско-американский форум - это некоммерческая организация, целью которой является продвижение сотрудничества между студентами ведущих ВУЗов России и США путём проведения совместных исследований в области политики, бизнеса, экономики и ряде других. Программа SURF начинается с осенней конференции в Москве, за которой следуют 6 месяцев работы над совместными исследовательскими проектами и заключительная конференция в Стэнфордском университете весной. Программа действует уже 7 лет, и уже более 240 бакалавров, магистров и аспирантов из России и США приняли в ней участие.

## История
Форум был основан осенью 2008 года четырьмя студентами Стэнфодского и Московского государственного университетов (МГУ), которые хотели поддержать обсуждение возможностей сотрудничества между Россией и США несмотря на ухудшение отношений из-за российско-грузинской войны.
Первым публичным событием в рамках SURF была однодневная конференция в ноябре 2008 года в МГУ, целью которой было обсуждение наиболее острых проблем в двухсторонних отношениях между Россией и США. Конференция привлекла большое внимание со стороны студентов, и в ней приняли участие студенты МГУ, МГИМО, Высшей школы экономики, Российской академии народного хозяйства и государственной службы при Президенте Российской Федерации, а также студенты Стэнфордского университета, Йельского университета и университета Пенсильвании.
Осенью 2009 года SURF запустил программу студенческого обмена, рассчитанную на 6 месяцев, в которой участвовали 20 американских и 20 российских студентов, отобранных по конкурсу. Осенью того же года делегаты SURF приняли участие в ряде онлайн-семинаров, лекции на которых прочитали Дмитрий Тренин (директор Московского центра Карнеги) и Дональд Кеннеди (главный редактор журнала Science Magazine). Зимой участники SURF в небольших группах, связываясь по Интернету, продолжили работу над совместными исследовательскими проектами. Программа завершилась конференцией в Стэнфорде в апреле 2010 года, на которой встретились организаторы, участники и спонсоры SURF, а также специально приглашенные лица. С лекциями выступили 66-й государственный секретарь США Кондолиза Райс, помощник президента РФ А.В. Дворкович и бывший советник американского президента Билла Клинтона по России и Украине Койт Блэкер. После конференции результаты совместных исследовательских проектов были опубликованы в SURF Journal. Первая программа студенческого обмена SURF была официально отмечена Министром Иностранных Дел России С.В. Лавровым за укрепление связей между гражданскими обществами РФ и США.

## Программа

### Структура
Начиная с 2010 года программа студенческого обмена SURF состоит из двух компонентов: конференций и совместного исследовательского проекта. Программа начинается каждую осень с недельной конференции в Москве, во время которой участники встречаются с представителями научного сообщества, бизнес среды и политики для того, чтобы обсудить вопросы двухсторонних отношений между Россией и США. 20 американских и 20 российских студентов также знакомятся друг с другом и ставят конкретные исследовательские вопросы для будущих совместных исследовательских проектов.
Работа над совместными исследовательскими проектами продолжается 6 месяцев. Сферы исследования включают в себя безопасность в киберпространстве, здравоохранение, ядерные и энергетические вопросы, средства массовой информации, сотрудничество в космосе, предпринимательство и бизнес, сотрудничество в Арктике и проблемы окружающей среде и ряд других. В некоторых случаях перед группами исследовательские вопросы ставят спонсорские организации для того, чтобы помочь группам проводить исследования, которые актуальны в настоящее время. Спонсорскими организациями выступают Фонд Карнеги, Министерство Энергетики Российской Федерации, Стэнфордский институт исследования экономической политики, Ренова, Draper Fisher Jurvetson и The Boeing Company.
Весной участники встречаются в Стэнфордском университете во время заключительной конференции с целью представить результаты своих исследований. Кроме этого, у участников есть возможность обсудить российско-американские отношения с видными экспертами из различных сфер деятельности.
Конференция SURF проводится на базе Института международных исследований имени Фримена Спольи при Стэнфордском университет, а также поддерживается такими российскими университетами, как МГУ, МГИМО, Высшая школа экономики и Российская академия народного хозяйства и государственной службы при Президенте Российской Федерации.

### Участники
Более 240-х студентов из 65 российских, американских и международных ВУЗов уже приняли участие в программе. На программу принимаются бакалавры, магистры и аспиранты любых направлений и факультетов, опыт в двусторонних российско-американских отношениях не требуется. Отдаётся предпочтение студентам с хорошей успеваемостью и высокой социальной активностью. Отбор на программу проводится на конкурсной основе: в 2014-15 году конкурс составил около 13 человек на место.

### Известные приглашенные спикеры
- Койт Блэкер, бывший специальный помощник президента США по вопросам национальной безопасности и директор отдела России, Украины и Евразии при Совете национальной безопасности США
- Аркадий Дворкович, заместитель председателя правительства Российской Федерации
- Майкл Макфол, бывший посол США в России, бывший специальный помощник президента США и директор отдела России и Евразии при Совете национальной безопасности США
- Владимир Мау, ректор Российской академии народного хозяйства и государственной службы при Президенте Российской Федерации
- Уильям Перри, бывший министр обороны США
- Сергей Петров, генеральный консул России в Сан-Франциско
- Кондолиза Райс, бывший государственный секретарь США
- Дмитрий Тренин, директор Московского центра Карнеги
- Зигфрид Хекер, бывший директор Лос-Аламосской национальной лаборатории
- Стивен Чу, бывший министр энергетики США
- Джордж Шульц, бывший государственный секретарь США

### Представленные университеты
| - Университеты США - Американский университет - Бостонский колледж - Брандейский университет - Гарвардский университет - Йельский университет - Калифорнийский университет в Беркли - Калифорнийский университет в Дэвисе - Калифорнийский университет в Лос-Анджелесе - Канзасский университет - Колумбийский университет - Корнеллский университет - Миддлбери-колледж - Миннесотский университет - Нью-Йоркский университет,школа бизнеса им. Леонарда Штерна - Пенсильванский университет - Принстонский университет - Северо-Западный университет, медицинская школа имени Фейнберга - Стэнфордский университет - Технологический институт Джорджии - Университет Джорджа Вашингтона - Университет Райса - Чикагский университет | - Университеты России - Высшая школа экономики - Дальневосточный федеральный университет - Институт США и Канады РАН - Казанский университет - Московский государственный институт международных отношений (у) МИД РФ - Московский государственный университет - Московская школа управления «Сколково» - Российская академия народного хозяйства и государственной службы при Президенте Российской Федерации - Российский экономический университет имени Г.В. Плеханова - Российская экономическая школа - Самарский государственный университет - Санкт-Петербургский государственный университет - Северо-Восточный федеральный университет - Сколковский институт науки и технологий - Южный федеральный университет - Международные университеты - Американский университет в Афганистане - Кембриджский университет - Лондонская школа бизнеса - Университет Боккони - Университет Пассау |